# Gilberto Carvalho
Gilberto Carvalho ComMM (Londrina, 21 de janeiro de 1951) é um filósofo e político brasileiro filiado ao Partido dos Trabalhadores (PT). Foi ministro-chefe da Secretaria-Geral da Presidência da República do Brasil.

## Biografia
Nascido no município de Londrina, no Paraná, Gilberto Carvalho é um dos três filhos de Antônio Carvalho e Geracy Ballarotti Carvalho. Cursou e concluiu o curso de filosofia pela Universidade Federal do Paraná. Estudou teologia pela Pontifícia Universidade Católica do Paraná, mas deixou o curso antes da conclusão. Fez especialização em gerenciamento público, em instituições de Venezuela, México e Espanha. Ele foi ligado à Pastoral Operária (movimento da Igreja Católica) e desempenhou diversas funções no Partido dos Trabalhadores (PT). Exerceu o cargo de Secretário de Comunicação e de Governo na prefeitura municipal de Santo André e foi o chefe de Gabinete Presidencial durante os oito anos de Lula na Presidência da República, além de Ministro-chefe da Secretaria-Geral da Presidência da República.
Assessor e conselheiro do presidente Luiz Inácio Lula da Silva, sendo por vezes chamado de "o novo Golbery" ou de "o novo Chalaça", remetendo-se aos tempos do presidente Ernesto Geisel e do imperador Dom Pedro I. Em 2003, foi admitido por Lula à Ordem do Mérito Militar no grau de Comendador especial.
Foi casado com Maria do Carmo Alves de Albuquerque, com quem teve três filhos: Samuel, Gabriel e Myriam. Do segundo casamento, com Floripis dos Santos, teve duas filhas: Bruna e Brenda.

### Governo Dilma Rousseff
Em 3 de dezembro de 2010, foi anunciado pela equipe de transição da presidente eleita Dilma Rousseff como o futuro ministro-chefe da Secretaria-Geral da Presidência. Em sua primeira entrevista, disse que sua primeira meta seria enviar ao Congresso um projeto de lei para criar o Marco Regulatório das Organizações da Sociedade Civil, cujo propósito é flexibilizar repasses de verbas para ONGs. Sua função como secretário-geral da presidência é negociar com organizações sociais da sociedade civil, bem como negociar reajustes de salário de diferentes categorias trabalhistas.

## Controvérsias

### Celso Daniel
Os irmãos de Celso Daniel acusaram Gilberto Carvalho de participar de um suposto esquema de arrecadação de propina no ABC Paulista: "Os irmãos do prefeito dizem que Carvalho chegou a confessar que certa vez levou no seu Chevrolet Corsa preto uma mala com 1,2 milhão de reais para o então presidente do PT, José Dirceu". As acusações que foram rechaçadas quando Gilberto e os irmãos de Celso Daniel estiveram frente a frente na CPI dos bingos, no final de 2005. A socióloga Ivone Santana, que além de ser a namorada de Celso Daniel na época do assassinato, era a mãe da única filha do ex-Prefeito de Santo André, também nunca confiou na versão apresentada pelos seus cunhados para o assassinato, visto que eles não eram próximos do irmão Prefeito e não acompanhavam o dia a dia da administração.

### FARCs
Em junho de 2008, teve o seu nome, assim como os de outros integrantes do governo federal, citado por um veículo da imprensa colombiana, repercutindo reportagens da Folha de S.Paulo, após a apreensão do laptop de Raúl Reyes, número 2 do grupo guerrilheiro FARCs (Forças Armadas Revolucionárias da Colômbia), que fora morto pelo governo colombiano em março de 2008. O então Ministro da Defesa Nelson Jobim ao saber das mensagens que mencionavam integrantes do Governo Federal procurou o Presidente Lula para informá-lo da existência de tais mensagens. O Presidente então encaminhou o material para ser periciado pela Interpol e pela ABIN e condenou os sequestros praticados pelo grupo guerrilheiro colombiano. Gilberto Carvalho disse nunca ter tido contato ou trocado mensagens eletrônicas com Olivério Medina, limitando-se a ter intercedido para que melhorassem as condições da prisão onde ele estava. O ex-padre Francisco Antonio Cadena Collazos, conhecido como 'Oliverio Medina' era considerado 'embaixador' do grupo guerrilheiro no Brasil.

### Operação Zelotes
No centro da operação da Polícia Federal denominada Zelotes, em 2015, foi acusado de fazer acordos secretos com lobistas, que desejavam obter benefícios fiscais, a partir do período do governo Lula. No dia 21 de junho de 2021 foi absolvido junto do ex-Presidente Lula e outros cinco réus das acusações apresentadas pelo MPF.